# Space Ghost
Space Ghost é uma série animada televisiva dos estúdios Hanna-Barbera, produzida originalmente entre 1966 e 1968, que narra as aventuras de um super-herói que combatia vilões espaciais, com ajuda de seus parceiros adolescentes, Jan e Jace e seu mascote, o macaco Blip. Foi ao ar pela primeira vez nos EUA pela CBS, em 10 de setembro de 1966, em um bloco chamado Space Ghost & Dino Boy, que consistia basicamente na exibição de um episódio do Dino Boy e outro do Space Ghost. A série foi encerrada em 7 de Setembro de 1968. Em 1981 Space Ghost voltou com novos episódios, dentro de um segmento da série Space-Stars, porém, durou apenas um ano, sendo encerrada novamente em 1982. O design da série foi feito pelo cartunista Alex Toth. 
O personagem Space Ghost foi revivido como um personagem cômico na série Space Ghost de Costa a Costa, que fazia paródia de programas no estilo late-night talk show como os David Letterman ou Jô Soares. A série foi produzida entre 1994 e 2004 pelo Cartoon Network, sendo transmitida no bloco de animação adulta Adult Swim. Contou com a presença de vários convidados especiais ao longo dos anos, como o músico Beck, Timothy Leary, os Ramones e o cartunista Matt Groening.

## Quadrinhos
A primeira versão aparição do personagem em histórias em quadrinhos foi na revista Hanna-Barbera Super TV Heroes da Gold Key, publicada no Brasil pela Editora Cruzeiro como Almanaque Super-Heróis da TV, e mais tarde pela Editora Abril. As histórias também foram publicadas na revista Golden Comics Digest, também da Gold Key.[carece de fontes?]
Em 1978, o herói teve histórias publicadas na revista TV Stars, da Marvel Comics, e em 1987, ganhou um título próprio pela editora Comico.
Em 2004, a DC Comics publicou uma minissérie intitulada Space Ghost que apresentava a versão original do personagem em uma aventura de ficção científica que mostrava pela primeira vez a origem do herói. A série foi escrita por Joe Kelly e desenhada por Ariel Olivetti, com capas desenhadas por Alex Ross. É revelado nesta história que Space Ghost era, antes de ser um super-herói, um pacifista interplanetário chamado Thaddeus Bach (contrariando a série de humor Space Ghost de Costa a Costa, onde é dito que o nome real do personagem é Tad Ghostal), que foi traido por oficias corruptos, que assassinaram sua esposa grávida e o abandonam em um planeta desolado. Bach foi então resgatado por um alienígena, que lhe deu uma razão para viver e a tecnologia contida em seu traje.
Em 2016, A DC Comics lançou Future Quest, um universo compartilhado dos heróis da Hanna-Barbera. A série é de Jeff Parker e Evan Shaner.
Títulos
- Space Ghost (Gold Key, 1967)
- Hanna-Barbera Super TV Heroes (Gold Key, 1968)
- Golden Comics Digest (Gold Key, 1969)
- TV Stars (Marvel, 1978)
- Space Ghost (Comico, 1987)
- Cartoon Network Presents (DC, 1997)
- Space Ghost (DC, 2005)
- Future Quest (DC, 2016)
- Scooby-Doo Team-Up (DC, 2016)
- Green Lantern/Space Ghost Annual #1 (DC, 2017)

## Vozes
| Personagem  | Voz original | Voz brasileira            |
| ----------- | ------------ | ------------------------- |
| Space Ghost | Gary Owens   | Arakén Saldanha           |
| Jan         | Ginny Tyler  | Magda Medeiros Rita Cléos |
| Jace        | Tim Matheson | Olney Cazarré             |
| Blip        | Don Messick  | Don Messick               |